# 田中光 (声優)
田中 光（たなか ひかる、3月2日 - ）は、日本の男性声優。東京都出身。賢プロダクション所属。
母は同じく声優の田中敦子。

## 略歴
スクールデュオ19期出身。2018年より慶應義塾大学総合政策学部に入学と同時に声優業を開始。2019年4月より賢プロダクション所属。劇団原付シネマ主宰。

## 人物
特技は写真撮影、映像編集、デザイン、絵画。趣味はカメラ。
小林賢太郎を私淑しており、好きな食べ物はラーメン。
2023年に声優の茂木祐輝、小川凌輝、仁見紗綾らと劇団原付シネマを旗揚げ。
声優による絵本の朗読会「へいへいと遊ぼう！」の読み聞かせを行っている。
2024年8月20日、自身のSNSで声優の田中敦子の訃報を発信すると共に、自身と田中が実の母子であることを初めて公表した。

## 出演
太字はメインキャラクター。

### テレビアニメ
2018年
- イナズマイレブン オリオンの刻印（2018年 - 2019年、ファルコン・アリ）

2019年
- ソードアート・オンライン アリシゼーション War of Underworld（村の若者）

2020年
- ちはやふる3（生徒）
- 神之塔 -Tower of God-（八見、グン）
- NOBLESSE -ノブレス-（男子生徒）

2021年
- 回復術士のやり直し（護衛）
- もっと!まじめにふまじめ かいけつゾロリ（2021年 - 2022年、手下B、通行人A） - 2シリーズ
- 不滅のあなたへ
- 白い砂のアクアトープ（設備部）
- スカーレットネクサス（新人兵士）

2022年
- 社畜さんは幼女幽霊に癒されたい。（男性社員A）
- メイドインアビス 烈日の黄金郷
- 惑星のさみだれ（通り魔）
- 夫婦以上、恋人未満。（和白）

2023年
- ノケモノたちの夜（悪魔つきの人）
- スキップとローファー（迎井司）
- クレヨンしんちゃん（2023年 - 2024年、乗客C、後輩B、店員C）

2024年
- わんだふるぷりきゅあ!（同級生）
- ばいばい、アース（剣士）
- かつて魔法少女と悪は敵対していた。（野次馬A）
- ダンダダン（男子生徒A）
- メカウデ（オオヤマ、カガミグループ社員）
- ぷにるはかわいいスライム（2024年 - 2025年、生徒） - 2シリーズ

2025年
- Aランクパーティを離脱した俺は、元教え子たちと迷宮深部を目指す。（冒険者E）
- TO BE HERO X（アナウンサー）
- 機動戦士Gundam GQuuuuuuX
- 青春ブタ野郎はサンタクロースの夢を見ない（観客）

### 劇場アニメ
- 劇場版ポケットモンスター ココ（2020年、フライゴン）
- 機動戦士ガンダム 閃光のハサウェイ（2021年、ゴルフ）
- 攻殻機動隊 SAC_2045 持続可能戦争（2021年、レイディストOT）
- バブル（2022年）
- しん次元! クレヨンしんちゃん THE MOVIE 超能力大決戦 〜とべとべ手巻き寿司〜（2023年）
- 屋根裏のラジャー

### Webアニメ
- 攻殻機動隊 SAC_2045（2020年、レイディストOT）
- サイバーパンクエッジランナーズ（2022年、NCPD）
- LUPIN ZERO（2022年、男生徒B）
- スコット・ピルグリム テイクス・オフ（2023年、モバイル）
- 陰陽師（2023年、公家、貴族）
- Duel Masters LOST 〜追憶の水晶〜（2024年、高校生B）

### ゲーム
- 三国志を抱く2（2019年、諸葛亮孔明）
- クアリー 悪魔のサマーキャンプ（2022年、ニック）
- SDガンダム バトルアライアンス（2022年、マフティー兵） - DLC追加キャラクター
- 怨念-MALICE-（2022年）
- ストリートファイター6（2023年、市民）
- ファイナルファンタジーXVI（2023年）
- アーマード・コアVI ファイアーズオブルビコン（2023年）
- 帰ってきた 名探偵ピカチュウ（2023年）
- 百英雄伝（2024年、シド）

### ドラマCD
- 文芸あねもねR「私にふさわしいホテル」（朗読）

### 吹き替え

#### 映画
- アクアマン（16歳のアーサー・カリー〈ケコア・ケクマノ〉[8]）
- アメリカン・レフュジー（マティー）
- エクソシスト 信じる者（農場主の息子[9]）
- オールドピープル（アレックス）
- オン・ザ・カム・アップ（サニー）
- キラー・ブック・クラブ（セバス）
- クレイヴン・ザ・ハンター[10]
- グレート・スクープ （ルーカス）
- ゴーカーツ（ディーン・ゼタ〈cooper van grootel〉）
- コンフィデンシャル国際共助捜査（オドク）
- サイコーで、最高のクリスマス
- スクール・フォー・グッド・アンド・イービル（グレゴール・チャーミング）
- スピード・キルズ（アンドリュー）
- 西部戦線異常なし（ヴァルター）
- Saltburn
- ダービーのゴーストカウンセリング
- ダンピール 血の覚醒（ラザル）
- ツイスターズ[11]
- ディア・エヴァン・ハンセン（リース）
- TALK TO ME/トーク・トゥ・ミー（ダケット）
- ハリガン氏の電話（クレイグ〈ジェイデン・マーテル〉）
- パルフュメア-禁断の調香-（シュティファン）
- 犯罪都市 THE ROUNDUP（キム・サンフン〈チョン・ジェグァン〉[12]）
- フィアー・ストリート Part1 1994（ピーター）
- フィアー・ストリート Part3 1666（ケイレブ）
- フォールガイ[13]
- 武道実務官
- ポリス・ストーリー REBORN[14]
- ミーン・ガールズ

#### ドラマ
- AND JUST LIKE THAT... / セックス・アンド・ザ・シティ新章（ハーバートJR）
- インベージョン シーズン2（ミシャ）
- エクスパッツ 〜異国でのリアルな日常〜
- ヴァイキング 〜海の覇者たち〜（アスビヨルン）
- ウィンチェスターズ（ウォリー）
- ウリカ 〜パリ郊外暴動事件の裏で〜（ウィリアム）
- NCIS: ハワイ（アレックス・テナント）
- 京城クリーチャー（幸本）
- コンサルタント（ラウル）
- ザ・ヴィレッジ 呪われた村（アルル）
- ザ・クラウン シーズン4（エドワード王子）
- ザ・ベイ シーズン4（ルイス）
- サンドマン（アレックス・ローグ）
- GCHQ:英国サイバー諜報局（ガブリエル・デイヴィス〈アルフィー・フリードマン〉[15]）
- SEAL TEAM シーズン5（ブラッド）
- シェルター（バック）
- ジュリー&ザ・ファントムズ
- S.W.A.T. シーズン6
- 絶叫パンクス レディパーツ（ドニー）
- Titans/タイタンズ（ティム・ドレイク〈ジェイ・ライカーゴ〉）
- デッドボーイ探偵社（モンティ）
- トランスプラント 戦場から来た救命医 シーズン2（ジェイク・クーパー）
- DOM若きギャングの物語 シーズン2（キナド）
- 涙の女王（ヒョヌの秘書）
- ハイスクール・ミュージカル:ザ・ミュージカル（ジェット）
- POWER/パワー（マティ / ダレル）
- バンディドス（ルーカス）
- フレイザー家の秘密（ジェイソン）
- ボバ・フェット/The Book of Boba Fett
- MACGYVER/マクガイバー シーズン3（クウェンティン）
- マジシャンズ シーズン5
- ムーンナイト（マーク青年）
- ユーフォリア/EUPHORIA（デレク）
- わが愛しのブロックバスター（エリック）
- 私の夫と結婚して（ペク・ウノ）

#### アニメ
- 時光代理人 -LINK CLICK-（2022年、部員）
- ザ・カップヘッド・ショウ! シーズン3（2022年）
- ストレンジ・ワールド/もうひとつの世界（2022年、ディアゾ[16]）
- ストレンジ・プラネット（2023年）
- ヤング・ジェダイ・アドベンチャー（2024年、ロカ）

#### ボイスオーバー
- 19/20 〜恋はハタチになってから〜（ムン・セヨン）

### 番組
- NEO英雄列伝（2023年-）
- 浪川&岡本 ボイコミラボ（2024年）

### 舞台
- 劇団原付シネマ第1回公演『君じゃなきゃ、ダメなんだ！』（2023年6月9-11）
- 劇団原付シネマ第2回公演『最低な俺の、最高の本音！』（2024年2月2-4）
- 賢プロダクション40周年、スクールDUO25周年記念公演 朗読劇『VOY!VOY!VOY!~新たなる光をまとって~』（杉崎優/主役）（2024年4月）

### シリーズ一覧
1. ↑  第2シリーズ（2021年）、第3シリーズ（2022年）
2. ↑  第1期（2024年）、第2期（2025年）

### 初出話一覧
1. ↑  第9話初出
2. ↑  第2話初出
3. 1 2  第6話初出
4. 1 2  第1話初出
5. 1 2  第8話初出
6. ↑  第14話初出
7. ↑  第10話初出
8. 1 2  第3話初出